# Механика
Меха́ника (греч. μηχανική — искусство построения машин) — раздел физики, наука, изучающая причины движения материальных тел и взаимодействий между ними; при этом движением в механике называют изменение во времени взаимного положения тел или их частей в пространстве.

## Предмет механики и её разделы
По поводу предмета механики уместно сослаться на слова профессора механики С. М. Тарга из введения к 4-му изданию его широко известного учебника теоретической механики: «Механикой в широком смысле этого слова называется наука, посвящённая решению любых задач, связанных с изучением движения или равновесия тех или иных материальных тел и происходящих при этом взаимодействий между телами. Теоретическая механика представляет собою часть механики, в которой изучаются общие законы движения и взаимодействия материальных тел, то есть те законы, которые, например, справедливы и для движения Земли вокруг Солнца, и для полёта ракеты или артиллерийского снаряда и т. п. Другую часть механики составляют различные общие и специальные технические дисциплины, посвящённые проектированию и расчёту всевозможных конкретных сооружений, двигателей, механизмов и машин или их частей (деталей)».
В приведённом высказывании упущен из виду тот факт, что изучением общих законов движения и взаимодействия материальных тел занимается также и механика сплошных сред (или механика сплошной среды) — обширная часть механики, посвящённая движению газообразных, жидких и твёрдых деформируемых тел. В этой связи академик Л. И. Седов отмечал: «В теоретической механике изучаются движения материальной точки, дискретных систем материальных точек и абсолютно твёрдого тела. В механике сплошной среды … рассматриваются движения таких материальных тел, которые заполняют пространство непрерывно, сплошным образом, и расстояния между точками которых во время движения меняются».
Таким образом, по предмету изучения механика подразделяется на:
- теоретическую механику;
- механику сплошных сред;
- статистическую механику;
- специальные механические дисциплины: теорию механизмов и машин, сопротивление материалов, гидравлику, механику грунтов и др.

Другой важнейший признак, используемый при подразделении механики на отдельные разделы, основан на тех представлениях о свойствах пространства, времени и материи, на которые опирается та или иная конкретная механическая теория. По данному признаку в рамках механики выделяют такие разделы:
- классическая механика;
- релятивистская механика;
- квантовая механика.

## Механическая система
Механика занимается изучением так называемых механических систем.
Механическая система обладает определённым числом {\displaystyle k} степеней свободы, а её состояние описывается с помощью обобщённых координат {\displaystyle q_{1},\dots q_{k}} и соответствующих им обобщённых импульсов {\displaystyle p_{1},\dots p_{k}}. Задача механики состоит в изучении свойств механических систем, и, в частности, в выяснении их эволюции во времени.
Являясь одним из классов физических систем, механические системы по характеру взаимодействия с окружением разделяются на замкнутые (изолированные) и незамкнутые, по принципу изменения свойств во времени — на статические и динамические.
Наиболее важными механическими системами являются:
- материальная точка
- неголономная система
- гармонический осциллятор
- математический маятник
- физический маятник
- крутильный маятник
- абсолютно твёрдое тело
- деформируемое тело
- абсолютно упругое тело
- сплошная среда

## Важнейшие механические дисциплины
Стандартные («школьные») разделы механики:
кинематика, статика, динамика, законы сохранения.
Кроме них, механика включает следующие (во многом перекрывающиеся по содержанию) механические дисциплины:
- теоретическая механика
  - небесная механика
  - нелинейная динамика
  - неголономная механика
  - теория гироскопов
  - теория колебаний
  - теория устойчивости и катастроф
- механика сплошных сред
  - гидростатика
  - гидродинамика
  - аэромеханика
  - газовая динамика
  - теория упругости
  - теория пластичности
  - наследственная механика
  - механика разрушения
  - механика композитов
  - реология
- статистическая механика
- вычислительная механика
- Специальные механические дисциплины
  - теория механизмов и машин
  - сопротивление материалов
  - строительная механика
  - гидравлика
  - механика грунтов

Некоторые курсы механики ограничиваются только твёрдыми телами.
Изучением деформируемых тел занимаются теория упругости (сопротивление материалов — её первое приближение) и теория пластичности. В случае, когда речь идёт не о жёстких телах, а о жидкостях и газах, необходимо прибегнуть к механике жидкостей и газов, основными разделами которой являются гидростатика и гидрогазодинамика. Общей теорией, изучающей движение и равновесия жидкостей, газов и деформируемых тел, является механика сплошных сред.
Основной математический аппарат классической механики:
дифференциальное и интегральное исчисление,
разработанное специально для этого Ньютоном и Лейбницем.
К современному математическому аппарату классической механики относятся, прежде всего, теория дифференциальных уравнений, дифференциальная геометрия (симплектическая геометрия, контактная геометрия, тензорный анализ, векторные расслоения, теория дифференциальных форм), функциональный анализ и теория операторных алгебр, теория катастроф и бифуркаций. В современной классической механике используются и другие разделы математики. В классической формулировке, механика базируется на трёх законах Ньютона. Решение многих задач механики упрощается, если уравнения движения допускают возможность формулировки законов сохранения (импульса, энергии, момента импульса и других динамических переменных).

## Различные формулировки механики
Все три закона Ньютона для широкого класса механических систем (консервативных систем, лагранжевых систем, гамильтоновых систем) связаны с различными вариационными принципами. В этой формулировке классическая механика таких систем строится на основе принципа стационарности действия: системы движутся так, чтобы обеспечить стационарность функционала действия. Такая формулировка используется, например, в лагранжевой механике и в гамильтоновой механике. Уравнениями движения в лагранжевой механике являются уравнения Эйлера — Лагранжа, а в гамильтоновой — уравнения Гамильтона.
Независимыми переменными, описывающими состояние системы в гамильтоновой механике, являются обобщённые координаты и импульсы, а в механике Лагранжа — обобщённые координаты и их производные по времени.
Если использовать функционал действия, определённый на реальной траектории системы, соединяющей некую начальную точку с произвольной конечной, то аналогом уравнений движения будут уравнения Гамильтона — Якоби.
Все формулировки классической механики, основанные на голономных вариационных принципах, являются менее общими, чем формулировка механики, основанная на уравнениях движения. Не все механические системы имеют уравнения движения, представимые в виде уравнения Эйлера — Лагранжа, уравнения Гамильтона или уравнения Гамильтона — Якоби. Тем не менее, все формулировки являются как полезными с практической точки зрения, так и плодотворными с теоретической. Лагранжева формулировка оказалась особенно полезной в теории поля и релятивистской физике, а гамильтонова и Гамильтона — Якоби — в квантовой механике.

## Классическая механика
Классическая механика основана на законах Ньютона, преобразовании скоростей Галилея и существовании инерциальных систем отсчёта.

### Границы применимости классической механики
В настоящее время известно три типа ситуаций, в которых классическая механика перестаёт отражать реальность.
- Свойства микромира не могут быть поняты в рамках классической механики. В частности, в сочетании с термодинамикой она порождает ряд противоречий (см. Классическая механика). Адекватным языком для описания свойств атомов и субатомных частиц является квантовая механика. Подчеркнём, что переход от классической к квантовой механике — это не просто замена уравнений движения, а полная перестройка всей совокупности понятий (что такое физическая величина, наблюдаемое, процесс измерения и т. д.)
- При скоростях, близких к скорости света, классическая механика также перестаёт работать, и необходимо переходить к специальной теории относительности. Опять же, этот переход подразумевает полный пересмотр парадигмы, а не простое видоизменение уравнений движения. Если же, пренебрегая новым взглядом на реальность, попытаться всё же привести уравнение движения к виду {\displaystyle F=ma}, то придётся вводить тензор масс, компоненты которого растут с ростом скорости. Эта конструкция уже долгое время служит источником многочисленных заблуждений, поэтому пользоваться ей не рекомендуется.
- Классическая механика становится неэффективной при рассмотрении систем с очень большим числом частиц (или же большим числом степеней свободы). В этом случае практически целесообразно переходить к статистической физике.